# Mikito Takayasu
Mikito Takayasu, född 4 september 1860, död 20 november 1938, var en japansk oftalmolog. Han var professor i oftalmologi vid universitetet i Kanazawa och har givit namn åt Takayasus arterit.